# Ich komme
Az Ich komme (magyarul: Jövök) a finn Erika Vikman dala, mellyel Finnországot képviselte a 2025-ös Eurovíziós Dalfesztiválon Bázelben. A dal 2025. február 8-án, a finn nemzeti döntőben, az Uuden Musiikin Kilpailun megszerzett győzelemmel érdemelte ki a dalversenyen való indulás jogát.

## Eurovíziós Dalfesztivál
2025. január 8-án vált hivatalossá, hogy az énekesnő dala bekerült az Uuden Musiikin Kilpailu finn nemzeti döntő mezőnyébe. A dal 2025. február 8-án megnyerte a finn dalversenyt, ahol a nemzetközi zsűri valamint a nézők szavazatai által összesítésben az első helyet érte el, így ez a dal képviselheti Finnországot a Eurovíziós Dalfesztiválon.
A dalt először a május 15-én rendezett második elődöntőben, fellépési sorrendben utolsóként adta elő, a Szerbiát képviselő Princ Mila című dala után. Az elődöntőből sikeresen továbbjutott a május 17-i döntőbe, ahol fellépési sorrendben tizenkilencedikként lépett fel, a Hollandiát képviselő Claude C’est la vie című dala után és az Olaszországot képviselő Lucio Corsi Volevo essere un duro című dala előtt. A zsűri szavazáson tizedik helyen végezett 88 ponttal (Ausztriától maximális pontot kapott), míg a nézői szavazáson kilencedik helyen végzett 108 ponttal, így összesítésben 196 ponttal a verseny tizenegyedik helyezettje lett.

## Háttér
A dal szenvedélyes, merész és érzéki szám, amely a testi és érzelmi eksztázist ünnepli. Emellett ötvözi a hagyományos finn diszkózenét az elektronikus zene rave-esztétikájával. A szöveg tele van kettős jelentésű szavakkal és utalásokkal a trance kultúrára, valamint a szerelem és vágy elragadtatására. A refrénben ismételt Ich komme kifejezés egyaránt utal a testi beteljesülésre és az érzelmi odaadásra.

## Dalszöveg
| Ich komme, Ich komme Ja jälleen ku tullee se huutaa mulle Ich komme, Ich komme Enkä mä voi ku vaan parkuu: Ich komme Ich komme, Ich komme Ja me yhessä tullaan ja ollaan silleen Ich komme, Ich komme Et tälläst se on ku lovveen lankee Wunderbar – A dal refrénje | Jövök, jövök És mielőtt jössz, ordítasz Jövök, jövök És hangosan visszhangzom: jövök Jövök, jövök És összejövünk, és olyanok vagyunk Jövök, jövök Ilyen amikor másvilági transzba esel Csodálatos – A dal refrénje magyarul |

## Galéria

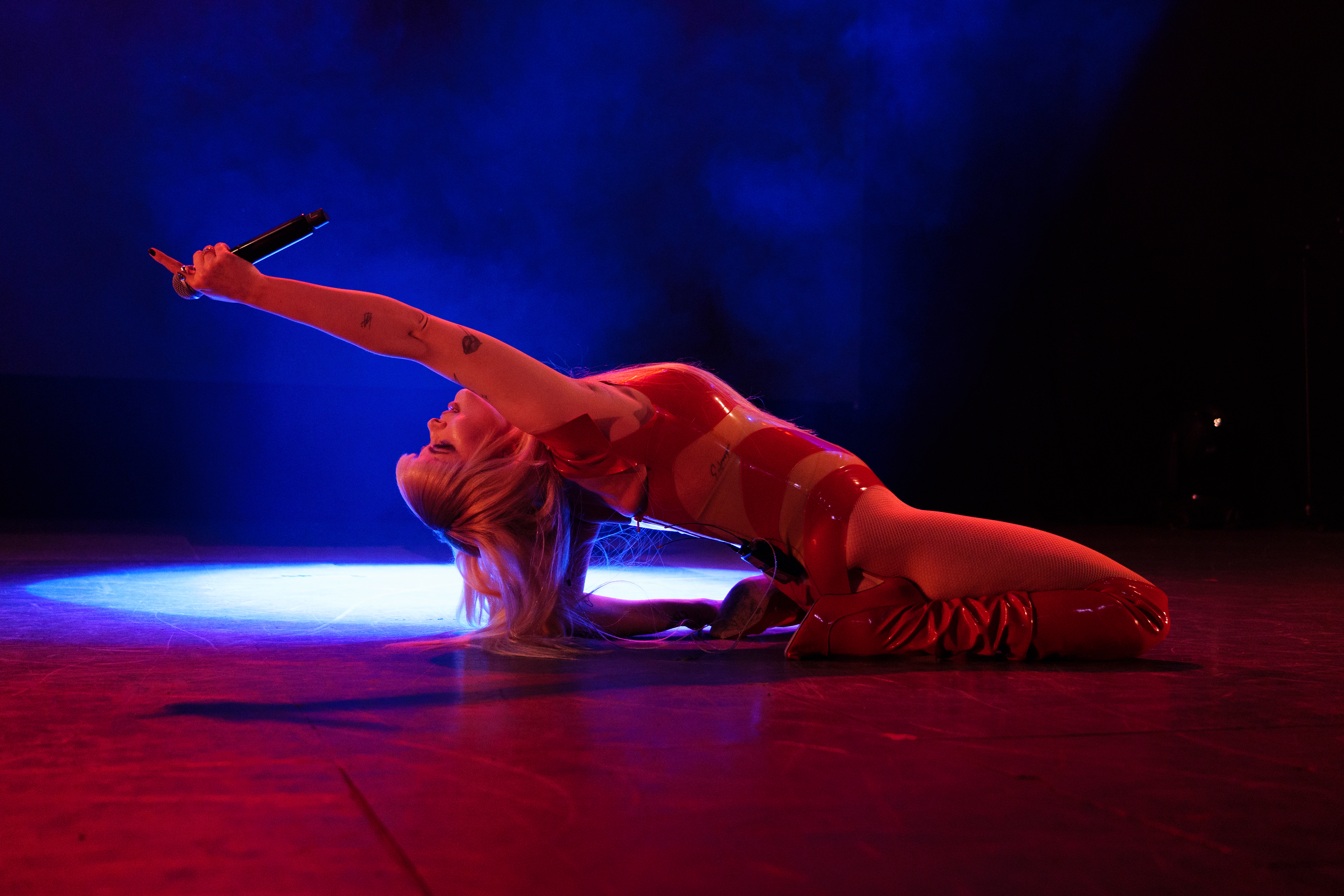
A madridi eurovíziós partin
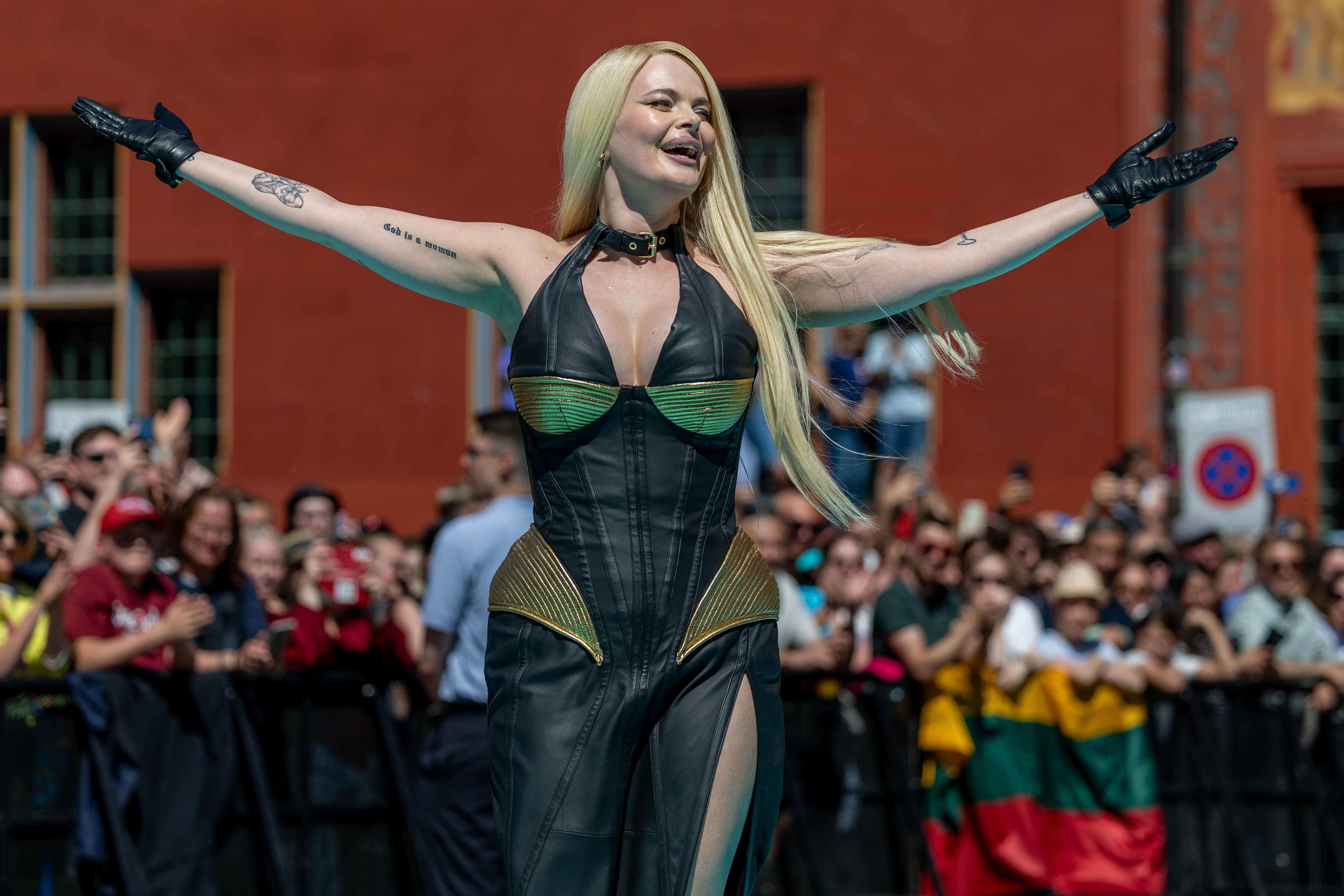
A megnyitóünnepségen
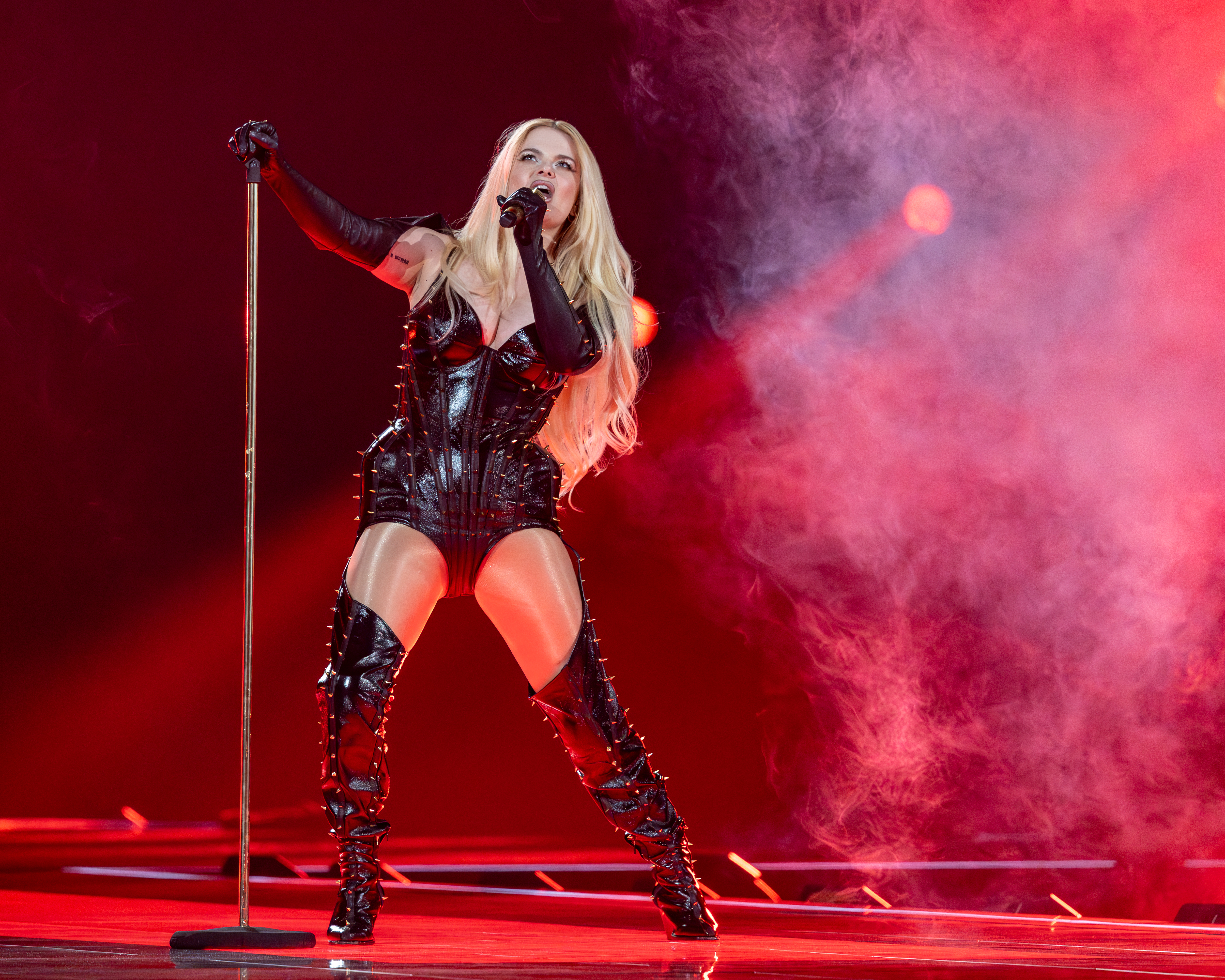
Az elődöntőben
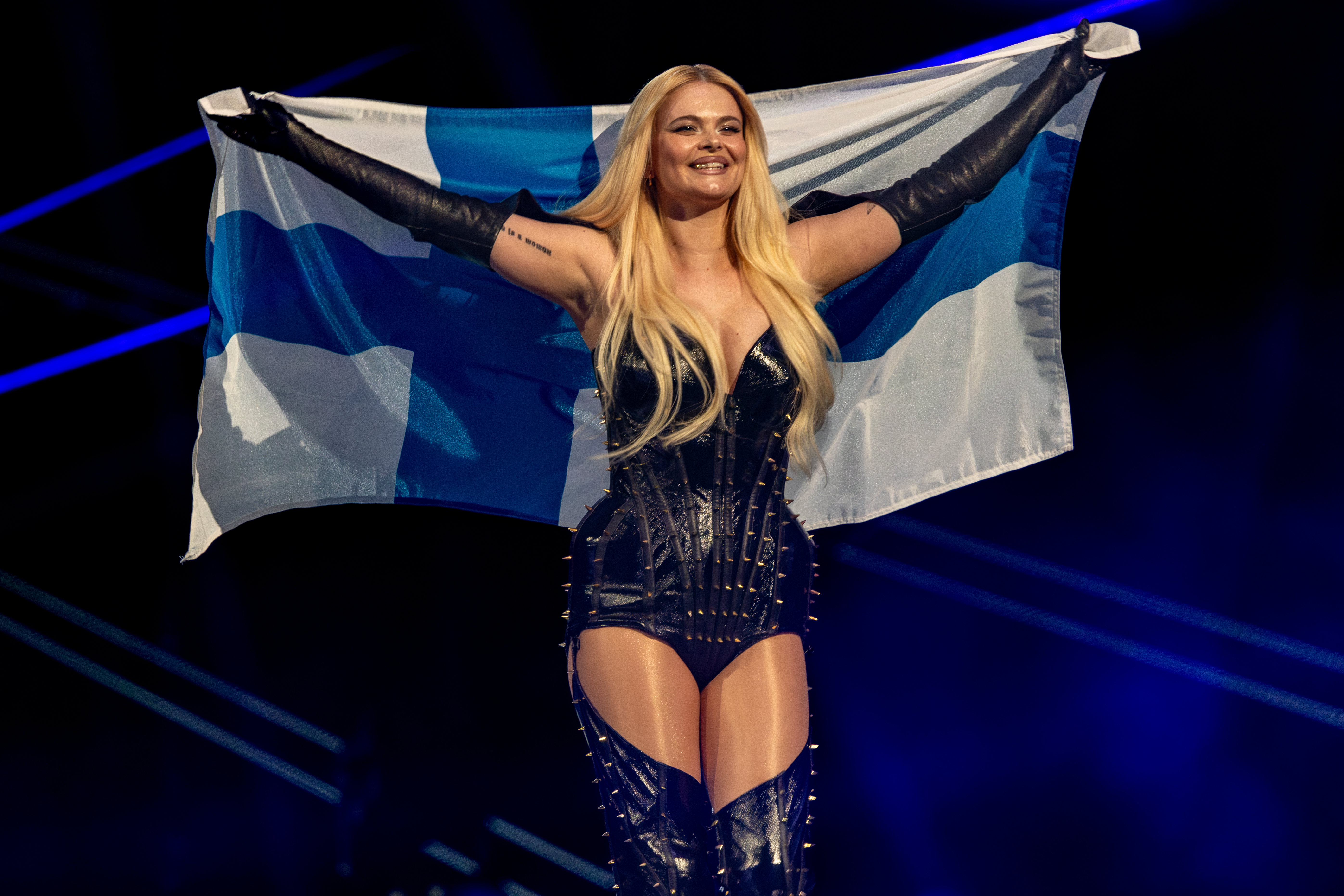
A döntő bevonulásán
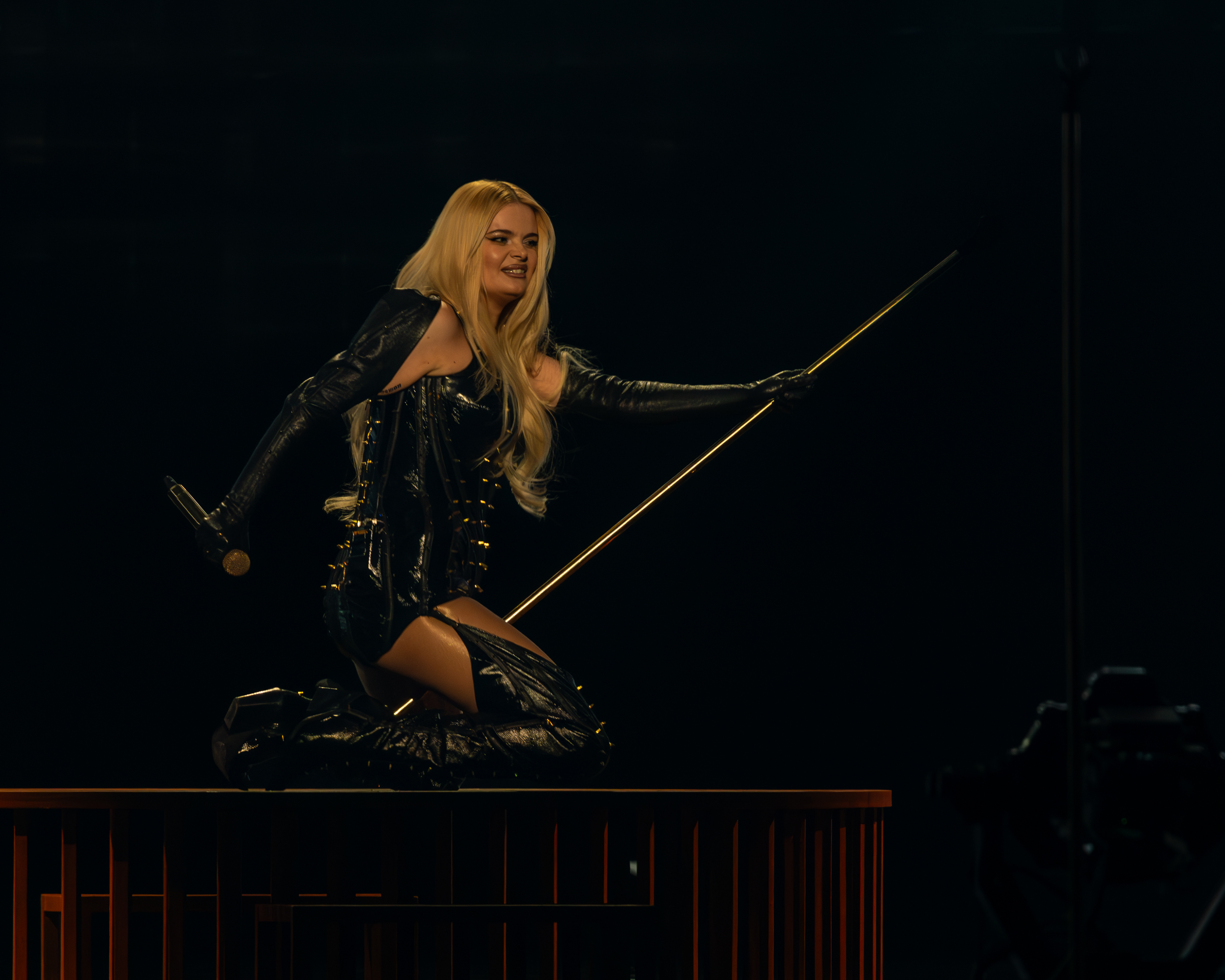
A döntőben